# Прапор Кропивницького
Пра́пор Кропивни́цького — новітній муніципальний символ міста, впроваджений у широкий обіг у 1990-х роках.

## Історія
Прапор (хоругва) Кропивницького був розроблений архітектором і членом Українського геральдичного товариства Віталієм Кривенком у першій половині 90-их років ХХ ст. і прийнятий рішенням Кіровоградської міської ради 28 лютого 1996 року.
5 лютого 2025 року Український інститут національної пам'яті опублікував фаховий висновок в якому рекомендує Кропивницькій міській раді внести зміни до прапору міста, зокрема вилучити вензель «СЄ», оскільки цей елемент асоціюється з російською імперською політикою та підпадають під заборону згідно із Законом України про деколонізацію.

## Опис
Прапор являє собою прямокутне полотнище із співвідношенням сторін 1:1. Від древка згори і знизу відходять сині смуги, що при з'єднанні утворюють одну, яка йде вздовж довжини прапора посередині. Верхня і нижня половини — жовті, трикутник — малиновий; на трикутнику — жовтий вензель святої Єлизавети.
Ширина утвореного синіми смугами вилоподібного хреста становить 1/5 ширини прапора. Усі деталі останнього повторюють основні елементи сучасного герба Кропивницького.

## Значення символів
Жовтий колір символізує багатство та родючість навколишніх степів, а малиновий є традиційним кольором запорізьких козаків, яким колись належали землі сучасної Кіровоградщини. Лазуровий хрест символізує річку Інгул і дві її притоки: Сугоклію та Біянку, — в околиці злиття яких була заснована попередниця міста — фортеця святої Єлизавети.

## Використання
Згідно з методичними рекомендаціями Українського геральдичного товариства, прапори територіальних громад міст можуть застосовуватися як звичайні прапори (з вертикальним кріпленням до древка), з додатковим горизонтальним кріпленням (у стаціонарних умовах — в сесійному залі чи кабінеті міського голови) або як хоругви (тільки з горизонтальним кріпленням), однак при цьому пропорції зберігаються у відношенні 1:1. Реальна ж практика застосування прапора Кропивницького в місті засвідчує ігнорування даного пункту і перевагу у використанні прапора з пропорціями 2:3.